# Kanadai-pajzs
A Kanadai-pajzs a Föld egyik legrégibb szárazulata, mely a legutóbbi jégkorszak felszínformálásának nyomait viseli magán: a talajréteg vékony, a kéreg gazdag ásványokban, és a jégvájta mélyedésekben sok tó és folyó alakult ki. Kanadában sokkal több tó van, mint bármely más országban, és a világ édesvízkészletének nagy része az itteni tavakban található. A kanadai Sziklás-hegység és a Parti-hegység gleccserei szintén tartalmaznak édesvizet.
A pajzstól keletre fekszik Labrador. A Szent Lőrinc-öblöt Újfundland szigete, az ország legkeletibb része zárja el az óceántól. Az öböl kezdete, a Szent Lőrinc-folyó torkolata a világ legnagyobb tölcsértorkolata. Újfundlandtól délnyugatra található Új-Skócia félszigete, attól északra pedig a Prince Edward-sziget. Az Új-Skócia és Új-Brunswick közé benyúló keskeny Fundy-öbölben alakul ki a világon a legmagasabb dagály.